# Aspilota arsenievi
Aspilota arsenievi är en stekelart som beskrevs av Sergey A. Belokobylskij 2007. Aspilota arsenievi ingår i släktet Aspilota och familjen bracksteklar. Inga underarter finns listade.